# Johan Brolenius
Johan Brolenius, född 7 juni 1977 i Örebro, svensk utförsåkare.
Brolenius debuterade i världscupen 3 januari 1998 i slalomtävlingen i Kranjska Gora. De första världscuppoängen kom ett år senare även det i Kranjska Gora då han slutade på 20:e plats. 
Han deltog i OS 2006 där han slutade på 8:e plats i slalom och 18:e i kombinationen Vid VM 2009 låg han 2:a efter första åket men körde ur i det andra.